# サトエリ・エンターテイメント!
サトエリ・エンターテイメント!は、タレントの佐藤江梨子がパーソナリティを務めたニッポン放送のラジオ番組である。2004年4月9日に放送開始、2005年3月25日終了。
佐藤江梨子が最近自分の身の回りで話題になっているものや、自分のお気に入りなどをランキング形式で紹介する。

## 放送時間
- 初回～2004年9月　毎週金曜日 21:50-22:00（ナイター延長時は休止の場合あり）
- 2004年10月1日～最終回　毎週金曜日 21:40-22:00